# Battle Royale (pel·lícula)
Battle Royale (バトル・ロワイアル, Batoru Rowaiaru) és una pel·lícula d'acció japonesa del 2000 dirigida per Kinji Fukasaku, i escrit pel seu fill Kenta Fukasaku, basat en la controvertida novel·la de 1999 de Koushun Takami. Protagonitzada per Tatsuya Fujiwara, Aki Maeda, Tarō Yamamoto i Takeshi Kitano, la pel·lícula segueix un grup d'estudiants de secundària forçats a lluitar fins a la mort pel govern totalitari japonès. La pel·lícula va generar controvèrsia i va ser prohibida o exclosa de la distribució a diversos països; Toei Company es va negar a vendre la pel·lícula a cap distribuïdor dels Estats Units durant més d'una dècada per preocupacions sobre possibles controvèrsies i demandes, fins que Anchor Bay Films finalment va adquirir la pel·lícula el 2010 per a un llançament directe a vídeo.
La pel·lícula es va projectar per primera vegada a Tòquio en més de 200 pantalles el 16 de desembre de 2000, amb una qualificació R15+, que poques vegades s'utilitza al Japó. Va ser la pel·lícula en japonès més taquillera durant sis setmanes després del seu llançament inicial, i més tard es va estrenar a 22 països del món, recaptant 30 milions de dòlars a deu països. La pel·lícula va obtenir l'aclamació de la crítica i, especialment amb els seus llançaments en DVD, va aconseguir un gran nombre de seguidors de culte mundial. Sovint es considera una de les millors pel·lícules de Fukasaku i una de les millors pel·lícules dels anys 2000. El 2009, el cineasta Quentin Tarantino va elogiar Battle Royale com la seva pel·lícula preferida de les dues últimes dècades.
Battle Royale va ser l'última pel·lícula dirigida per Kinji Fukasaku. També va començar a treballar en la seqüela titulada Battle Royale II: Requiem, però va morir de càncer de pròstata el 12 de gener de 2003, després de rodar només una escena amb Kitano. Kenta Fukasaku, que també va escriure Rèquiem, va completar la pel·lícula aquell mateix any. La seqüela es va considerar inferior a la seva predecessora.
La pel·lícula destaca per comptar amb molts actors joves desconeguts que es van convertir en estrelles més tard. La pel·lícula va generar el gènere Battle Royale, inclosos els jocs Battle Royale, anime, còmics, pel·lícules, manga i programes de televisió.

## Argument
Després d'una recessió de la dècada perduda, el govern japonès aprova una llei per frenar la delinqüència juvenil, enviant una classe de secundària aleatòria a participar en un joc anomenat Battle Royale. Mentre l'estudiant de secundària Shuya Nanahara lluita per processar el suïcidi del seu pare, el seu amic Yoshitoki Kuninobu apunyala el seu professor Kitano, que posteriorment renuncia. La companya de classe de Shuya, Noriko Nakagawa, guarda en secret el ganivet de Kuninobu.
Un any després, la classe de Shuya és portada a una illa remota. Kitano explica que van ser escollits per participar al Battle Royale anual; tenen tres dies per lluitar a mort fins que en surt un vencedor. Els collarets explosius mataran els estudiants que no col·laborin o els que es troben dins de zones prohibides. A cada alumne se li proporcionen racions, un mapa, subministraments i una arma aleatòria. Aleshores, Kitano mata dos dels estudiants, inclòs en Kuninobu.
Dotze estudiants moren en les primeres sis hores, quatre per suïcidi. Mitsuko Souma, la misteriosa i maltractada solitària, i el psicòpata de secundària Kazuo Kiriyama es converteixen en els jugadors més despietats. L'estudiant de transferència Shogo Kawada salva a Shuya després de matar un estudiant, mentre que Shuya en mata un altre accidentalment. El jugador de bàsquet Shinji Mimura recluta altres per ajudar-lo a piratejar el sistema informàtic per interrompre el programa.
Enmig de lleialtats canviants i enfrontaments violents, Shuya promet mantenir la Noriko segura, ja que en Kuninobu sentia per ella. Finalment són rescatats de Mitsuko per Kawada, qui revela que va guanyar un Battle Royale anterior a costa de la seva xicota, que es va sacrificar quan eren els dos últims que quedaven. Es va oferir voluntari al joc Battle Royale actual per venjar-la guanyant i matant els responsables. Kiriyama finalment ataca i fereix Shuya amb la seva Uzi.
Shuya es desperta al far de l'illa, embenat per Yukie Utsumi. Cinc noies més s'hi amaguen després d'haver fet un pacte per no participar en el joc. Yuko Sakaki, després d'haver estat testimoni de la mort accidental de Shuya a mans Tatsumichi Oki, intenta enverinar el seu menjar. Tanmateix, una altra noia, Yuka, se la menja, provocant un enfrontament entre el grup que resulta en un tiroteig. Tots menys Yuko són assassinats; culpable, salta a la seva mort. La Shuya, la Noriko i la Kawada es van proposar trobar en Mimura.
Mentrestant, Kiriyama mata en Mitsuko després d'una baralla. Mimura i dos més s'infiltren amb èxit al sistema informàtic, que Kitano restableix manualment. Kiriyama arriba i els mata, però Mimura utilitza la seva bomba casolana per fer volar la base, destruint totes les proves i matant en Kiriyama. Quan el trio arriba a la base, en Kawada participa en un tiroteig amb Kiriyama, que va sobreviure a l'explosió però tenia els dos ulls cremats. Kawada és ferit per l'Uzi de Kiriyama, mentre que Kawada aconsegueix detonar el collar de Kiriyama.
L'últim dia, el trio es desperta a la platja. Kawada, conscient dels micròfons interns dels collarets, fingeix matar Shuya i Noriko. Creient que Kawada ha guanyat, Kitano el porta a la base, però s'adona que Kawada ha piratejat el sistema mesos abans, el que significa que Mimura i el seu equip eren innocents. Kawada també havia desactivat els dispositius de seguiment de la Shuya i la Noriko; els dos arriben a la sala de control. Kitano revela una pintura de la classe massacrada, que representa a Noriko com la vencedora. Explica que no va poder suportar l'hostilitat dels seus alumnes, després d'haver estat rebutjat per la seva pròpia filla, i que, com que la Noriko no li va faltar mai el respecte, la veu com una filla. Li demana que el mati, però Shuya li dispara després que els amenaça amb una pistola (més tard es va revelar que era una pistola d'aigua). Kitano sembla que mor, però respon al seu mòbil quan sona. Després d'una última conversa telefònica amb la seva filla, Kitano sucumeix a les seves ferides.
El trio abandona l'illa en un vaixell, però Kawada mor a causa de les seves ferides. Un temps després, la Noriko li dona a Shuya el ganivet que en Kuninobu havia utilitzat per ferir en Kitano. Shuya i Noriko són declarats fugitius pel govern japonès, vists per última vegada fugint cap a l'Estació de Shibuya a primera hora del matí de Tòquio.
A l'epíleg, Shuya somia amb Kuninobu, que li diu que segueixi amb la seva vida i que tot anirà bé. La Noriko reflexiona sobre el moment en què li posa a la Kitano un gelat després de l'atac del ganivet. Quan li diu que té el ganivet de Kuninobu en la seva possessió, Kitano respon: "En aquest moment, què hauria de dir un adult a un nen?"

## Repartiment
- Tatsuya Fujiwara com a Shuya Nanahara
- Aki Maeda com a Noriko Nakagawa
- Tarō Yamamoto com a Shogo Kawada
- Takeshi Kitano com a Kitano
- Masanobu Andō com a Kazuo Kiriyama
- Kou Shibasaki com a Mitsuko Souma
- Chiaki Kuriyama com a Takako Chigusa
- Takashi Tsukamoto com a Shinji Mimura
- Sousuke Takaoka com a Hiroki Sugimura
- Eri Ishikawa com a Yukie Utsumi
- Hitomi Hyuga com a Yuko Sakaki
- Yukihiro Kotani com a Yoshitoki Kuninobu
- Sayaka Ikeda com a Megumi Eto
- Takayo Mimura com a Kayoko Kotohiki
- Yutaka Shimada com a Yutaka Seto
- Minami com a Keiko Onuki
- Yūko Miyamura com a noia de vídeo d'entrenament

## Producció

### Càsting
Aproximadament 6.000 actors van audicionar per a la pel·lícula, que es va reduir a 800 membres potencials del repartiment. Aquests finalistes van ser sotmesos a un període d'entrenament físic de sis mesos sota la supervisió del director, Kinji Fukasaku, que finalment va treure 42 dels 800.
Tot i que els personatges eren estudiants de secundària, Aki Maeda, Yukihiro Kotani, Takayo Mimura, Yukari Kanasawa eren els quatre únics que tenien entre 15 i 16 anys. La resta de membres del repartiment s'havien graduat tots els estudis secundaris, i Tarō Yamamoto i Masanobu Andō eren els més grans entre els actors, amb 25 anys.
L'actor-director-comediant Takeshi Kitano (també conegut com Beat Takeshi) va ser elegit en el paper del professor. El seu càsting va servir per diversos propòsits. Com una de les celebritats japoneses més reeixides de les últimes dècades, tant a nivell nacional com internacional, va ajudar a atraure una gran audiència a la pel·lícula. I més clarament, va ser un autèntic presentador de gameshows, conegut per acollir shows de videojocs japonesos populars com ara Takeshi's Castle (1986–1990), que va afegir una sensació de realisme potencial al concepte d'espectacle de jocs extrems de la pel·lícula.

### Procés creatiu
Kinji Fukasaku va declarar que va decidir dirigir la pel·lícula perquè la novel·la de la qual va ser adaptada li va recordar la seva època com a treballador amb 15 anys d'una fàbrica de municions durant la Segona Guerra Mundial. En aquella època, la seva classe va ser obligada a treballar en una fàbrica de municions. El juliol de 1945, la fàbrica va ser sota el foc d'artilleria dels vaixells de guerra de la marina estatunidenca. Els nens no podien escapar, així que es van capbussar l'un sota l'altre per protegir-se. Els membres supervivents de la classe havien de disposar dels cadàvers. En aquell moment, Fukasaku es va adonar que el govern japonès estava mentint sobre la Segona Guerra Mundial, i va desenvolupar un odi aferrissat cap als adults en general que va mantenir durant molt de temps després.
Beat Takeshi va dir a un equip de documental durant el rodatge que creu que "la feina d'un actor és satisfer el director... Em moc com em diuen. Intento mirar com em diuen. Jo no sé gaire sobre el costat emocional", abans d'afegir: "El senyor Fukasaku em va dir que jo m’interpretés a mi mateix. Realment no ho vaig entendre, però em va dir que fos jo mateix, com ho faria normalment! Només estic intentant fer el que em deia."
Quan se li va preguntar en una entrevista a The Midnight Eye si la pel·lícula és "un avís o un consell per als joves", Kinji Fukasaku va respondre descrivint les paraules "advertència" i "consell" com a "sonant molt fort per a mi" com si fossin accions que hom intenta dur a terme; per tant, la pel·lícula no seria "particularment un avís o un consell". Fukasaku va explicar que la pel·lícula, que descriu com "una faula", inclou temes com ara delictes juvenils, que al Japó "són qüestions modernes molt reals". Fukasaku va dir que no tenia manca de preocupació ni d'interès; va utilitzar els temes com a part de la seva rondalla. Quan l'entrevistador va dir a Fukasaku que va fer la pregunta específicament a causa de la paraula "córrer" al text final, que l'entrevistador va descriure com "molt positiu", Fukasaku va explicar que va desenvolupar el concepte al llarg de la pel·lícula. Fukasaku va interpretar que la pregunta de l'entrevistador tenia "un significat més fort" que "un missatge simple". A més, va explicar que la pel·lícula només conté les seves "paraules per a la propera generació", de manera que l'espectador hauria de decidir si les pren com a consell o com a advertència.

### Música
La banda sonora de Battle Royale va ser composta, organitzada i dirigida per Masamichi Amano, interpretada per l'Orquestra Filharmònica de Varsòvia i inclou diverses peces de la música clàssica occidental juntament amb les composicions originals d'Amano. El moviment coral utilitzat en l'obertura i el tràiler original de la pel·lícula és el "Dies Irae" del Rèquiem de Giuseppe Verdi.
La cançó utilitzada durant els crèdits finals, "Shizuka na Hibi no Kaidan o" de la banda de rap rock Dragon Ash, no està inclosa ni a l'edició japonesa ni a la francesa de la banda sonora.
| 1.  | «"Requiem" (Verdi) ~ Dies irae» (「レクイエム」(ヴェルディ)~プロローグ)                     | 6:38 |
| 2.  | «Millennium Education Reform Act (BR Act)» (新世紀教育改革法(BR法))                         | 3:01 |
| 3.  | «Teacher» (戦慄の教師)                                                                      | 3:28 |
| 4.  | «The Game Begins» (ゲーム開始)                                                              | 4:27 |
| 5.  | «Memory» (施設の想い出)                                                                     | 2:45 |
| 6.  | «Slaughter House» (殺戮者たち)                                                              | 3:32 |
| 7.  | «Marxa Radetzky (Strauss)» (ラデツキー行進曲(J.シュトラウス1世))                            | 1:40 |
| 8.  | «Ceux Qui Ont Pris Goût Au Jeu Et Ceux Qui Ont Abandonné» (ゲームに乗った者,そして降りた者) | 4:37 |
| 9.  | «Al bell Danubi blau (Strauss)» (美しく青きドナウ(J.シュトラウス2世))                       | 1:21 |
| 10. | «Escape» (七原と典子の逃避行)                                                               | 1:46 |
| 11. | «Nanahara and Noriko Friendship» (友情~盗聴)                                                | 2:15 |
| 12. | «Auf dem Wasser zu singen» (水の上で歌う(シューベルト))                                     | 2:36 |
| 13. | «Kawada's Theme» (悲しみの勝利者)                                                           | 2:18 |
| 14. | «Kiriyama Attacks» (桐山の襲撃)                                                             | 4:30 |
| 15. | «Mimura's Determination» (三村の決意)                                                       | 1:13 |
| 16. | «Utsumi and Nanahara ~ Poison Medicine» (幸枝と七原~毒薬)                                   | 5:29 |
| 17. | «The War of the Girls, without Faith nor Law» (少女たちの仁義無き戦い)                      | 4:28 |
| 18. | «Reunion» (再会)                                                                            | 2:09 |
| 19. | «Aria per Suite Orquestral No. 3 en D Major (Bach)» (G線上のアリア(バッハ))                 | 2:32 |
| 20. | «THE THIRD MAN» (THE THIRD MAN)                                                             | 3:33 |
| 21. | «Teacher and Students / Final Battle» (教師と生徒/ファイナル・バトル)                       | 1:56 |
| 22. | «Bitter Victory» (苦い勝利)                                                                 | 2:17 |
| 23. | «A New Journey» (新たなる旅立ち)                                                            | 2:17 |

## Estrena cinematogràfica

### Controvèrsies
Originalment Fukasaku originalment es va oposar a la qualificació R15+ donada per l'Eiga Rinri Kanri Iinkai (Eirin) a causa de les experiències de Fukasaku com a adolescent, l'ús de la novel·la de joves de 15 anys i el fet que molts dels actors tenien uns quinze anys. Després de presentar una apel·lació i abans que Eiga Rinri Kanri Iinkai pogués pronunciar-se sobre l'apel·lació, membres de la Dieta Nacional van dir que la pel·lícula feia mal als adolescents; els membres de la Dieta també van criticar les qualificacions de la indústria cinematogràfica, que formaven part de l'autoregulació de la indústria cinematogràfica japonesa. Fukasaku va abandonar l'apel·lació per apaivagar la dieta japonesa amb l'esperança que no perseguissin més la regulació del cinema. Fukasaku va criticar la sentència perquè la pel·lícula ja estava bloquejada per als menors de 16 anys.
Els membres de la Dieta Nacional i altres funcionaris del govern van qualificar la pel·lícula de "crua i insípida" després que la pel·lícula se'ls projectés abans de la seva estrena general. Fukasaku va afirmar que els membres de la Dieta tenien prejudicis preconcebuts, cosa que els feia incapaços d'entendre els punts de la pel·lícula. La pel·lícula va crear un debat sobre l'acció del govern sobre violència mediàtica. En un moment donat, el director Kinji Fukasaku va fer una declaració de premsa dirigida al grup d'edat dels personatges de la pel·lícula, dient "pots colar-te, i t'animo a fer-ho". Molts polítics conservadors van utilitzar la pel·lícula per culpar la cultura popular d'una onada de delinqüència juvenil. Ilya Garger, de la revista Time, va dir que Battle Royale va rebre "publicitat gratuïta" i va rebre "un èxit de taquilla normalment reservat per a dibuixos animats i spin-offs de sèries de televisió. " La reacció japonesa a la pel·lícula a principis dels anys 2000 s'ha comparat amb la indignació britànica per La taronja mecànica a principis de la dècada de 1970. Fukasaku va declarar que se sentia incòmode amb això tot i que la publicitat va augmentar a causa de la controvèrsia.
Els crítics assenyalen la relació de Battle Royale amb la tendència cada cop més extrema del cinema asiàtic i la seva similitud amb la telerealitat.
Durant onze anys, la pel·lícula mai es va estrenar oficialment als Estats Units o al Canadà, excepte per a les projeccions a diversos festivals de cinema. La pel·lícula es va projectar a un públic de prova a als Estats Units durant la dècada de 2000, no gaire després de la Massacre de Columbine, que va provocar una reacció negativa al contingut de la pel·lícula. Segons el llibre Japanese Horror Cinema , "Conscient de la síndrome de Columbine, que també va influir en la recepció de The Matrix (1999), gran part de l'audiència de prova de Battle Royale va condemnar la pel·lícula per la seva "insensata" i gratuïta violència en termes que recorden molt l'actitud britànica cap a la pel·lícula de Sam Peckinpah Els gossos de palla (1971) en el seu llançament inicial."
No s'havia arribat mai a cap acord de distribució nord-americà per a la pel·lícula a causa de nombroses preocupacions corporatives i legals tant per part de la Toei Company, Ltd. japonesa com dels futurs estudis nord-americans, malgrat l'interès mutu. Ho va dir l'any 2005 un representant d'una distribuïdora nord-americà que els advocats nord-americans que van assistir a les proves de proves a principis dels anys 2000 van avisar els executius japonesos de la companyia Toei que "anirien a la presó" si la pel·lícula s'hagués estrenat en massa als Estats Units en aquell moment. En el millor interès de l'empresa, Toei va adjuntar normes, costos i criteris legals prohibitius a qualsevol possible acord de distribució nord-americà. El representant de Toei, Hideyuki Baba, va afirmar que el motiu de "retenir la distribució" a Amèrica del Nord era "a causa del contingut i el tema de la pel·lícula". Un representant d'un possible distribuïdor nord-americà va criticar a Toei per esperar una estrena àmplia en lloc d'una casa d'art, i va assenyalar que "als EUA mai no superarà lrl Tauler de classificació de la MPAA, i les principals cadenes de cinemes mai no la passaran sense classificació. Si la reduïu prou per obtenir una classificació R, no quedaria res."
L'abril de 2013, la pel·lícula va ser prohibida a Alemanya, però posteriorment la prohibició es va aixecar després d'una objecció del distribuïdor alemany Capelight Pictures.

### Llançaments
Battle Royale es va llançar el 16 de desembre de 2000 al Japó. Durant els dos anys següents, Battle Royale es va distribuir a cinemes de 22 països, d'Àsia, Austràlia, Europa i Amèrica del Sud (a més de Mèxic), obtenint els primers seguidors de pel·lícules de culte a França, el Regne Unit, Alemanya i Espanya , i les Filipines. La primera projecció als EUA va ser al Pacific Film Archive a Berkeley, Califòrnia, l'any 2002.
La versió original de 113 minuts de la pel·lícula va començar la seva primera actuació en sales estatunidenca al Cinefamily Theatre de Los Angeles el 24 de desembre de 2011, 11 anys després de la seva estrena japonesa original. La durada prevista de 9 dies es va ampliar 6 dies més a causa de la demanda popular. A principis de 2012, la pel·lícula s'havia exhibit públicament en projeccions a moltes universitats estatunidenques, incloses les de Wisconsin, Oklahoma, Texas i Massachusetts, amb una tirada a Nova York al IFC Center que va començar el 25 de maig de 2012. Des de juny de 2012, s'ha presentat regularment al Projection Booth Theatre, lloc de l'antic cinema Gerrard a Toronto, Ontario. La Cinemateca de Cleveland també va fer una projecció de la pel·lícula el 3 d'abril de 2012.

### Reestrena cinematogràfica en 3D
La pel·lícula es va estrenar als cinemes en 3D al Japó el 20 de novembre de 2010. El fill de Fukasaku i el guionista de la pel·lícula, Kenta Fukasaku, van supervisar la conversió. La versió 3D també es va projectar al Festival de Cinema de Glasgow el 24 de febrer de 2011. Anchor Bay Entertainment tenia previst llançar la versió 3D als Estats Units en algun moment el 2011, però el llançament es va cancel·lar.

## Mitjans domèstics

### Polèmica per l’assassinat de Sasebo
Els creadors de la seqüela van posposar el llançament del DVD (originalment previst per al 9 de juny de 2004) a més tard aquell any a causa de l’ assassinat de Sasebo, en què l'assassí havia llegit Battle Royale.

### Versió d'edició limitada
Arrow Video va llançar la pel·lícula en Blu-ray i DVD en una versió d'edició limitada al Regne Unit el 13 de desembre de 2010, com a conjunt d'edició de col·leccionista de tres discos, amb els dos talls de la pel·lícula. La versió en DVD estava limitada a 5.000 còpies. La versió Blu-ray es va llançar inicialment com a limitada a 5.000 còpies, però a causa del gran volum de comandes anticipades es va augmentar a 10.000 còpies. El Blu-ray d'edició limitada és lliure de regió, és a dir, es pot reproduir en reproductors Blu-ray de tot el món. El DVD també és lliure de regió.
El 2021, Arrow Video va anunciar una nova edició limitada de Blu-ray i Blu-ray 4K Ultra HD que inclouen els dos talls de la pel·lícula en una nova restauració 4K, així com els dos talls de la seqüela en Blu-ray.

### Llançament als Estats Units
Durant molt de temps, Toei es va negar a vendre la pel·lícula a un distribuïdor dels Estats Units, perquè a Toei li preocupava que la pel·lícula s'impliqués en problemes legals als Estats Units. Finalment, Toei va acceptar vendre els drets dels Estats Units de la pel·lícula a Anchor Bay Entertainment el 2010.
Una edició oficial en DVD i Blu-ray de la pel·lícula (i la seva seqüela) va ser llançada a Amèrica del Nord el 20 de març de 2012 per Anchor Bay Films. La pel·lícula està disponible en una edició estàndard amb les dues pel·lícules i una Col·lecció completa de 4 discos que inclou tant l'edició especial (anomenada Director's Cut) com la versió teatral de la primera pel·lícula, la seqüela i un disc de material del darrere de les escenes.

## Recepció

### Taquilla
Durant el primer cap de setmana, va recaptar 212 milions de iens (1,8 milions de dòlars). Va continuar a {amb una venta domèstica de 3.110 milions (28,9 milions de dòlars), que la converteix en la tercera pel·lícula japonesa més taquillera del 2001, després de les pel·lícules d'anime Spirited Away i Pokémon 4Ever.
Al Regne Unit, la pel·lícula va vendre 56.758 entrades (incloent 56.182 entrades el 2001 i 576 entrades de reestrenes posteriors limitades el 2017), equivalent a uns ingressos bruts de taquilla d'aproximadament 236,910 lliures esterlines (305.514 dòlars)
En altres set països europeus, la pel·lícula va vendre 156.676 entrades (incloses 113.220 entrades a França, ai 43.456 entrades a sis països europeus més) entre 2001 i 2017, equivalent a uns ingressos bruts de taquilla d'aproximadament 877.386 euros (991.446 dòlars).
La pel·lícula també va recaptar 339.954 dòlars a Corea del Sud, Xile i Argentina, a més de 26.099 $ a Taiwan. Això fa que els ingressos bruts mundials estimats de la pel·lícula siguin aproximadament 30.560.744 dòlars en aquests tretze països (equivalent a 52 milions de dòlars ajustats a la inflació el 2018).

### Recepció crítica
Al lloc web de l'agregador de ressenyes Rotten Tomatoes, el 88% de les crítiques de 48 crítiques són positives, amb una valoració mitjana de 7,5/10. El consens del lloc web diu: Battle Royale és una paràbola controvertida i violenta de l'adolescència, que augmenta el melodrama adolescent amb apostes de vida o mort. Metacritic va assignar a la pel·lícula una puntuació mitjana ponderada de 81 sobre 100 basada en set crítics, la qual cosa indica "aclamació universal". Robert Koehler de Variety va comentar: "Tenint en compte els personatges més bàsics amb els quals treballar, el repartiment majoritàriament adolescent ataca el material amb un gust aterridor, i Fujiwara invoca degudament la veu del conflicte moral interior. La producció és molt atractiva i vigorosa, no ofereix cap senyal que Fukasaku s'està alentint". Va afirmar que, "tornant a les seves arrels com a mestre del caos del Japó, Kinji Fukasaku ha lliurat" una de "les seves pel·lícules més escandaloses i oportunes", comparant-la amb "la indignació per la violència juvenil" que La taronja mecànica de Stanley Kubrick "generada a principis dels anys 70 a la Gran Bretanya" i inclou algunes de les "escenes de caos més inicials des de les pel·lícules dels salvatges i sagnants anys 70". Jason Korsner de BBC News va donar a Battle Royale quatre estrelles de cinc, afirmant que és "una pel·lícula d'acció que ens atura el cor, que ens ensenya les dignes lliçons de disciplina, treball en equip i determinació, però les embolcalla en un paquet deliberadament provocador i sorprenentment violent". Els usuaris de BBC van donar a la pel·lícula cinc estrelles de cinc. Almar Haflidason de BBC també va donar a la pel·lícula cinc estrelles de cinc. En una ressenya d'Empire, el crític Kim Newman va donar a la pel·lícula quatre estrelles de cinc. La va comparar amb El senyor de les mosques en com fa que el públic "es pregunti què faria en la mateixa situació", però va escriure que "Battle Royale" ofereix "eleccions encara més difícils per als seus personatges amb uniforme d’escola". Va concloure que "Alguns seran incòmodes o horroritzats, i la barreja d'humor i terror és incòmoda, però aquesta no és una pel·lícula que oblidaràs fàcilment. I, seriosament, què faries tu. ?"
El crític de The Guardian Peter Bradshaw va donar a la pel·lícula quatre estrelles el setembre de 2001, escollint-la com la millor pel·lícula de la setmana. Va elogiar l'actuació de Takeshi Kitano com a professor i algunes de les escenes com "una peça de cinema d'acció increïblement competent, que ens submergeix en un món de deliri i por". Assenyala que, entre "la calamarsa de les bales i els sabors de la sang, es reprodueixen inquietants narracions d'anhel i tristesa. És com si la violència de Battle Royale no fos una sàtira de la societat. en absolut, sinó simplement una metàfora de l'angoixa de l'existència adolescent". Va concloure que, tot i que alguns "trobaran repugnant la violència explícita d'aquesta pel·lícula", "és una pel·lícula creada amb una confiança i un estil notables. La seva sinceritat acerada i la seva estranya i apassionada urgència la fan convincent".
Bryant Frazer de Deep Focus li va donar una qualificació B+ i el va qualificar de "un enlairament viciós a la telerealitat que converteix un entorn de secundària dominat per camarilles i relacions infantils en una zona de guerra." El crític britànic Jonathan Ross va afirmar que "si voleu agafar una porció d'entreteniment molt original i genial abans que sigui refet i arruïnat pels nord-americans, aleshores us suggereixo que intenteu no perdre-la" i va concloure que "és un exemple molt imaginatiu del que es pot aconseguir en una pel·lícula per a adolescents."El 2009, el cineasta Quentin Tarantino va elogiar Battle Royale com la millor pel·lícula que havia vist en les dues últimes dècades, afirmant que, "Si hi ha alguna pel·lícula que s'ha fet des que he estat fent pel·lícules que m'agradaria haver fet, és aquella."
Hi ha hagut un interès renovat per la pel·lícula després de la seva estrena en Blu-ray el 2012 als Estats Units. Chris Nashawaty d'Entertainment Weekly puntua la pel·lícula com a "A", i planteja que l'examen dels diferents motius dels estudiants per a la supervivència o la subversió del Programa és una "explosió malaltissa". A.O. Scott de The New York Times va donar a la pel·lícula una crítica positiva, afirmant que "[les] escenes de caos amb coreografia experta són alhora còmiques i espantoses, i el jove repartiment [de Fukasaku] abraça l'extrem melodramàtic. de la història amb una convicció impressionant", afegint que Battle Royale "és en molts aspectes una pel·lícula millor [que Els jocs de la fam] i, en tot cas, una company fascinant, extret d'un univers cultural paral·lel. És molt més lleig i també, perversament, molt més divertit." El crític d'entreteniment de Cary Darling descriu Battle Royale com "tensa, tràgica i oportuna... una història de terror moderna impregnada d'un sentit elèctric de drama i por." Alexandra Cavallo del Boston Phoenix escriu: " Battle Royale és "Els jocs de la fam" no diluït per al públic jove" mentre li dona a la pel·lícula tres estrelles de quatre Jeffrey M. Anderson de Combustible Celluloid va donar a la pel·lícula 4 estrelles de 4, titllant-la d'una "història gloriosament malalta i retorçada" i afirmant que és "interminablement entretinguda, per torns sangnant i hilarant, inquietant i emocionant."Al Chicago Sun-Times, el corresponsal a Austràlia de Roger Ebert, Michael Mirasol, va elogiar Battle Royale per la seva "caracterització reflexiva" que es "prodiga a tots els estudiants" i va concloure que es tracta d'una "faula intensament violenta dirigida a un públic jove, però amb autèntic sentiment, intel·ligència i respecte." Jake Mulligan de The Suffolk Voice ' li va donar cinc estrelles de cinc, afirmant que " la influència de "Royale" en obres tan dispars com "Kill Bill" i "Els jocs de la fam" no es pot mesurar" i descriure Battle Royale com "Provocadora, divertit, violenta i ajudada per un guió que d'alguna manera presta la mateixa atenció a la majoria dels estudiants, alhora que mostra les minuciositats ben pensades darrere de la narració."
R.L. Shaffer d’IGN va donar a la pel·lícula una puntuació de 8 sobre 10, prenent-se "un moment per agrair Els jocs de la fam per recordar-nos com d'increïble és realment Battle Royale" i va concloure que Battle Royale és "una obra mestra de caos, violència i melodrama adolescent sense restriccions." J. Hurtado de Twitch Film va assenyalar que moltes "crítiques de Battle Royale se centren en la violència, que és extrema, sens dubte, i no tant en la humanitat de la pel·lícula". Va afirmar que "augmentar aquest nivell hormonal ja elevat d'histèria emocional llançant aquests estudiants a una situació real de vida o mort és increïblement efectiu" i que "la història de Battle Royale és la història d'aquells anys d'adolescència. i com estàvem tots equivocats sobre l'abast de la nostra confusió emocional." DVD Talk va donar al tall cinematogràfic original de la pel·lícula 4,5 estrelles sobre 5 i 4 de 5 per al Director's Cut, concloent que dona "una visió del que molt bé podria passar si les regles de la societat, tal com són, s'enfonsessin fins al punt que cadascú actués per si mateix. Hi ha prou humor negre aquí i prou acció tensa perquè la pel·lícula mai se sent desoladora o depriment (tot i que s'acosta), però el més important et fa pensar." Devon Ashby de CraveOnline va donar a la pel·lícula una puntuació de 8,5 sobre 10, referint-se-hi com a "l'obra de trets d'adolescents de la llegenda japonesa Kinji Fukasaku" i "una obra mestra compassiva i tècnicament realitzada." Brent McKnight de PopMatters va donar a la pel·lícula una puntuació de 9 sobre 10, descrivint-la com a "salvatge, aguda, satírica i brutalment divertida" i "un comentari desolador sobre la humanitat i la societat."
Els crítics de cinema Robert Davis i Riccardo de los Rios van elogiar l'estructura narrativa de la pel·lícula. Van comentar que en l'adaptació d'una història com Battle Royale, que requereix una suspensió de la incredulitat per acompanyar la seva història "extremada", Fukasaku, en canvi, gira al cap les regles convencionals de guió. En lloc de centrar-se en el detall de la premissa d'un futur proper on els nens de l'escola es maten entre ells, "els cineastes prescindeixen de premisses en una sèrie breu de targetes de títol". Com a darrera pel·lícula dirigida íntegrament per Fukasaku, el Directory of World Cinema es refereix a Battle Royale com "potser el millor cant del cigne" mai concebut."

### Interpretacions socials i polítiques
Una interpretació de la pel·lícula és que representa les actituds generacionals japoneses que estan creant divisions socials, polítiques i econòmiques entre els joves i els grans. El mateix Fukasaku ha afirmat: "Els nens que han crescut i han estat testimonis del que va passar a els adults, la seva ansietat també va augmentar. Així que vaig situar Battle Royale en aquest context de nens versus adults."

### Reconeixements
Als Premis de l'Acadèmia Japonesa de 2001, Battle Royale va ser nominada a nou premis, inclòs elde pel·lícula de l'any, i en va guanyar tres d'ells. La pel·lícula va ser nominada a dos premis dels festivals de cinemas internacionals, però no va aconseguir guanyar cap premi.
| Guardons                                                  | Guardons                                | Guardons       | Guardons  |
| Premi                                                     | Categoria                               | Receptor(s)    | Resultat  |
| --------------------------------------------------------- | --------------------------------------- | -------------- | --------- |
| Premis de l'Acadèmia Japonesa                             |                                         |                |           |
| Pel·lícula de l'any                                       | Battle Royale                           | Nominat        |           |
| Director de l'any                                         | Kinji Fukasaku                          | Nominat        |           |
| Guió de l'any                                             | Kenta Fukasaku                          | Nominat        |           |
| Actor de l'any                                            | Tatsuya Fujiwara                        | Nominat        |           |
| Assoliment destacat en música                             | Masamichi Amano                         | Nominat        |           |
| Assoliment destacat en gravació de so                     | Kunio Ando                              | Nominat        |           |
| Assoliment destacat en muntatge cinematogràfic            | Hirohide Abe                            | Guanyador      |           |
| Premi de la popularitat                                   | Battle Royale                           | Guanyador      |           |
| Revelació de l'any                                        | Tatsuya Fujiwara i Aki Maeda            | Guanyador      |           |
| Premis Blue Ribbon                                        |                                         |                |           |
| Millor pel·lícula                                         | Kinji Fukasaku                          | Guanyador      |           |
| Millor actor novell                                       | Tatsuya Fujiwara                        | Guanyador      |           |
| Festival de Cinema de Yokohama                            | Millor actriu secundària                | Kou Shibasaki  | Guanyador |
| Festival de Cinema Fantàstic i de Terror de Sant Sebastià | Premi del públic a la millor pel·lícula | Kinji Fukasaku | Guanyador |
| Festival de Sitges                                        | Millor pel·lícula                       | Kinji Fukasaku | Nominat   |

## Llegat
El 2009, Quentin Tarantino va incloure Battle Royale com la seva pel·lícula preferida estrenada des que va començar a dirigir el 1992. Aquell mateix any, Moviefone la va incloure entre els tres primers de la seva llista "50 millors pel·lícules de la dècada". Jon Condit de Dread Central la va anomenar "una de les millors pel·lícules [que ha] vist mai". Bloody Disgusting va classificar la pel·lícula en quinzena posició a la seva llista de les "20 millors pel·lícules de terror de la dècada", amb l'article anomenant la pel·lícula "una opció extravagant que va a per totes: divertida, provocativa, ultraviolenta, i destinada a despertar polèmica (cosa que va fer)... la pel·lícula [és] més que una provocació buida: construeix el personatge a través de l'acció, un mètode que tots els bons cineastes haurien de buscar emular." El 2010, Empire va classificar Battle Royale com a número 235 i 82 a les seves llistes de "Les 500 millors pel·lícules de tots els temps" i "Les 100 millors pel·lícules del cinema mundial" respectivament. La revista Time va incloure la pel·lícula a la seva llista de les 10 millors pel·lícules ridículament violentes. El 2012, The Independent la va incloure a la seva Llista "10 millors pel·lícules d'esports mai fetes". La revista Complex la va classificar #47 a la seva llista de les 50 millors pel·lícules d'acció de tots els temps.